# Big Spender
Big Spender ist ein 1966 von Cy Coleman und Dorothy Fields für das Musical Sweet Charity geschriebenes Lied. Im Musical wird das Stück von den Striptänzerinnen gesungen, wobei das Lied den Takt des Striptease vorgibt. Die Choreographie für das Musical und den Film stammt von Bob Fosse.
In der Version von Shirley Bassey erreichte das Lied Platz 21 in den UK Single Charts. Das Lied wurde im Laufe der Zeit zum Erkennungslied von Shirley Bassey. Ihre Version wurde etwa in dem Film The Life and Death of Peter Sellers verwendet. 
Das Lied wurde vielfach gecovert, etwa von Peggy Lee, Bette Midler, Pearl Bailey, Bobby Hackett, Lana Del Rey,  Shirley MacLaine, Helene Fischer und The Supremes. Queen spielten das Lied live in den Siebzigerjahren und am 12. Juli 1986 im Wembley-Stadion.